# Empires & Allies
Empires & Allies was een online browserspel dat beschikbaar was via Facebook. Het spel werd ontwikkeld door Zynga en is op 1 juni 2011 in twaalf verschillende talen uitgebracht. Het was met beperkte functionaliteit gratis te spelen, extra functionaliteit kon tegen betaling worden aangeschaft. Het kopen van Empire Points was niet verplicht. Het spel was speelbaar tot 17 juni 2013.

## Empires Points
Aan het begin van het spel ontving de speler vijftien gratis Empires Points, dit was ook de enige manier om Empires Points te bemachtigen zonder te betalen. Gebruikers die meer Empires Points wilden, konden deze online door middel van een creditcard of via PayPal kopen. 

## Gameplay

### Eilanden
Bij het begin van het spel kreeg de speler een deel van het eerste eiland voor niets. Op het eiland stonden enkele gebombardeerde huizen en een kazerne. Het doel was dat de speler het eiland weer opbouwde en uiteindelijk diegene die het eiland ooit had verwoest, laten zien hoe sterk de speler was geworden. Op het eiland kon de speler bedrijven starten die zorgden voor bijvoorbeeld olie, hout en goud.
De speler kon sparen voor speciale Liberty Bond waarmee hij of zij het eiland steeds een stukje kon vergroten. Per vergroting had de speler 10 Liberty Bond en natuurlijk geld nodig.
Er zat echter wel een grens aan de populariteit van het eiland. De speler had overheidsgebouwen nodig om de populariteit te vergroten.

### Vijanden en vrienden
In het spel kon de speler zogenaamde buren toevoegen. De speler kon deze buren elke dag helpen, maar kon ze ook aanvallen om daarmee geld of bijvoorbeeld olie te winnen. Echter, als de speler iemand had aangevallen, kon hij de stad van diegene niet meer bezoeken. Alleen als diegene de speler weer versloeg, had de spel terug toegang tot zijn of haar stad.
De speler vond aan de onderkant van het scherm een wereldkaart. Als hij daarop klikte, had hij elke keer een gevecht met iemand, meestal tussen de 10 en 30 gevechten met dezelfde persoon. Hoe verder de speler kwam, kon hij/zij uiteindelijk bij diegene komen die ooit de stad had verwoest. Als de speler iemand wou aanvallen uit zijn/haar burenlijst, moest de speler level 6 of hoger zijn. Dit gold ook voor diegene waar de speler tegen wou vechten.

### Honor en Infamy
Door te vechten tegen buren ontving de speler Infamy-punten. Als de speler een aantal punten had bereikt, kreeg hij een power-up.
Dit werkte overigens hetzelfde bij Honor, maar als de speler daarbij iemand hielp van de buren, kreeg hij punten. Ook kreeg hij/zij bij een bepaald aantal Honor-punten een power-up.

### Units
Bij elk gevecht kreeg de speler tussen één en vijf units. Units waren plekken waar de speler zijn of haar gevechtsvoertuig kon plaatsen. De speler had drie soorten: Air (lucht), Navy (zee) en Land (land). Het was vooral handig als de speler vooraf keek welke gevechtsvoertuigen het best tegen de voertuigen konden van de ander. Dit kon de speler zien door de muis over zijn/haar gevechtsvoertuig te halen.

### Middelen
De speler moest de volgende zes zaken op het eiland hebben: geld, olie, hout, ertsen (ores), energie en (eventueel) Empire Points.
GeldNet zoals in de echte wereld moest de speler in dit spel betalen met geld (coins) om iets te kunnen kopen. De speler kreeg geld voor het verslaan van mensen in een gevecht, het ophalen van geld uit huizen en politieke gebouwen, et cetera.
OlieWerd gebruikt voor alles wat mechanisch is, bijvoorbeeld gevechtsvoertuigen (tanks, boten en vliegtuigen). Olie kon worden gemaakt via een olieput (Oil Well).
HoutWerd gebruikt voor enkele gebouwen en middelen. Hout kon worden verkregen door het omhakken van bomen of via een houtfabriek (Lumber Mill).
ErtsenAluminium, koper, goud, ijzer en uranium waren de ertsen die men kon bezitten. Ze waren nodig voor het maken van bepaalde gebouwen en voertuigen. Spelers konden deze verkrijgen door het winnen van gevechten of via een marktplaats bij vrienden (Market). Uranium kon eveneens worden gemaakt via een ertsmijn (Ore Mine).
EnergieBij elke zet die een speler deed, bijvoorbeeld met het verbouwen van gewassen of het bouwen van een huis, ging energie verloren. Als de energie op was, kon de speler meer aan zijn of haar buren vragen, of wachten tot het vanzelf weer was bijgevuld. Om de vijf minuten kreeg de speler opnieuw één keer energie. Naarmate men in level steeg, steeg ook het maximumaantal energie.
Empires PointsDit waren punten die werden gekocht met echt geld. Men hoefde ze niet te hebben om het spel te kunnen spelen.
Naast deze zes belangrijke items in het spel kon de speler ook ervaringspunten (XP) verdienen. De speler kreeg XP door onder andere het bouwen van huizen en het verslaan van vijanden of buren. De hoeveelheid XP bepaalde in welk level de speler zat.